# Olivier Beretta
Olivier Beretta (Monte-Carlo, 1969. november 23.) monacói autóversenyző, az 1999-es FIA GT-bajnokság győztese.

## Pályafutása
1989 és 1991 között különböző Formula–3-as sorozatokban indult. 1990-ben harmadik lett a francia bajnokságban.
1992-ben és 1993-ban a nemzetközi Formula–3000-es szériában versenyzett. A 93-as szezonban egy győzelmet szerzett, és hatodik lett a pontversenyben.
1994-ben a Formula–1 világbajnokságon szereplő Larrousse-istálló versenyzője volt. A szezon első tíz futamán kapott lehetőséget a csapatnál, majd gyenge szponzori háttere miatt a belga nagydíjon már nem indulhatott. A tíz versenyből háromszor is a legjobb tíz között végzett; a német nagydíjon a hetedik helyen ért célba.
1996 óta leginkább túraautóversenyeken, és különböző Le Mans-szériákban indul. Két bajnoki címet szerzett az FIA GT-bajnokságban. 1998-ban Pedro Lamy társaként a GT2-es, majd 1999-ben Karl Wendlingerel az abszolút értékelést nyerte meg.
Öt kategóriagyőzelmet ért el a Le Mans-i 24 órás versenyen, valamint öt alkalommal nyert az amerikai Le Mans-szériában kategória-bajnoki címet.

## Eredményei
Teljes eredménylistája a nemzetközi Formula–3000-es sorozaton
(Táblázat értelmezése)

(Félkövér: pole-pozícióból indult; dőlt: leggyorsabb kört futott) 

| Év   | Csapat        | 1     | 2      | 3      | 4      | 5      | 6     | 7      | 8       | 9     | 10     | Helyezés | Pont |
| ---- | ------------- | ----- | ------ | ------ | ------ | ------ | ----- | ------ | ------- | ----- | ------ | -------- | ---- |
| 1992 | Piquet Racing | SIL 9 | PAU Ki | CAT Ki | PER Ki | HOC Ki | NÜR 9 | SPA Ki | ALB 17† | NOG 9 | MAG Ki | -        | 0    |
| 1993 | Forti Corse   | DON 1 | SIL 10 | PAU 4  | PER Ki | HOC 4  | NÜR 5 | SPA 13 | MAG 9   | NOG 4 |        | 6.       | 20   |

Teljes Formula–1-es eredménysorozata
(Táblázat értelmezése)

(Félkövér: pole-pozícióból indult; dőlt: leggyorsabb kört futott) 

| Év   | Csapat               | Modell         | Motor   | 1      | 2      | 3      | 4     | 5      | 6      | 7      | 8      | 9     | 10    | 11  | 12  | 13  | 14  | 15  | 16  | Helyezés | Pont |
| ---- | -------------------- | -------------- | ------- | ------ | ------ | ------ | ----- | ------ | ------ | ------ | ------ | ----- | ----- | --- | --- | --- | --- | --- | --- | -------- | ---- |
| 1994 | Tourtel Larrousse F1 | Larrousse LH94 | Ford V8 | BRA Ki | PAC Ki | SMR Ki | MON 8 | ESP Ki | CAN Ki | FRA Ki | GBR 14 | GER 7 | HUN 9 | BEL | ITA | POR | EUR | JPN | AUS | -        | 0    |

Le Mans-i 24 órás autóverseny
| Év   | Csapat                   | Autó                      | Csapattárs      | Csapattárs       | Helyezés | Kiesés oka |
| ---- | ------------------------ | ------------------------- | --------------- | ---------------- | -------- | ---------- |
| 1996 | Societé Viper Team ORECA | Chrysler Viper GTS-R      | Philippe Gache  | Éric Hélary      | 21.      |            |
| 1997 | Societé Viper Team ORECA | Chrysler Viper GTS-R      | Philippe Gache  | Dominique Dupuy  | Kiesett  | Baleset    |
| 1998 | Societé Viper Team ORECA | Chrysler Viper GTS-R      | Tommy Archer    | Pedro Lamy       | 13.      |            |
| 1999 | Viper Team ORECA         | Chrysler Viper GTS-R      | Karl Wendlinger | Dominique Dupuy  | 10.      |            |
| 2000 | Viper Team ORECA         | Chrysler Viper GTS-R      | Karl Wendlinger | Dominique Dupuy  | 7.       |            |
| 2001 | Playstation Team ORECA   | Chrysler LMP 2001         | Karl Wendlinger | Pedro Lamy       | 4.       |            |
| 2002 | Playstation Team ORECA   | Dallara SP1               | Érik Comas      | Pedro Lamy       | 5.       |            |
| 2003 | Team Panoz               | Panoz LMP-1               | Gunnar Jeanette | Max Papis        | 5.       |            |
| 2004 | Corvette Racing          | Chevrolet Corvette C5-R   | Oliver Gavin    | Jan Magnussen    | 6.       |            |
| 2005 | Corvette Racing          | Chevrolet Corvette C6.R   | Oliver Gavin    | Jan Magnussen    | 5.       |            |
| 2006 | Corvette Racing          | Chevrolet Corvette C6.R   | Oliver Gavin    | Jan Magnussen    | 4.       |            |
| 2007 | Corvette Racing          | Chevrolet Corvette C6.R   | Oliver Gavin    | Max Papis        | Kiesett  | Defekt     |
| 2008 | Corvette Racing          | Chevrolet Corvette C6.R   | Oliver Gavin    | Max Papis        | 15.      |            |
| 2009 | Corvette Racing          | Chevrolet Corvette C6.R   | Oliver Gavin    | Marcel Fässler   | Kiesett  | ?          |
| 2010 | Corvette Racing          | Chevrolet Corvette C6 ZR1 | Oliver Gavin    | Emmanuel Collard | Kiesett  | Baleset    |